# Rocío Gálvez
Rocío Gálvez Luna (Córdoba; 15 de abril de 1997) es una futbolista española que juega como defensa en el Real Madrid Club de Fútbol de la Primera División Femenina de España.

## Clubes
| Club                  | País   | Año        |
| --------------------- | ------ | ---------- |
| Real Betis            | España | 2013-14    |
| Atlético de Madrid    | España | 2014-18    |
| Real Betis (préstamo) | España | 2017-18    |
| Real Betis            | España | 2018-19    |
| Levante               | España | 2019-21    |
| Real Madrid C. F.     | España | 2021-2024. |

## Palmarés

### Campeonatos nacionales
| Título             | Club               | Año  |
| ------------------ | ------------------ | ---- |
| Copa               | Atlético de Madrid | 2016 |
| Campeonato de Liga | Atlético de Madrid | 2017 |

### Campeonatos internacionales
| Título       | Club                | Año  |
| ------------ | ------------------- | ---- |
| Copa Mundial | Selección de España | 2023 |